# Sabine Hadida
Sabine Hadida ist eine spanische Pharmakologin beim Pharmaunternehmen Vertex Pharmaceuticals (mit Sitz in Boston). Bei Vertex ist sie Leiterin des Bereiches Chemie in der Mukoviszidose-Forschung (mit Sitz in San Diego) und Vizepräsidentin des Unternehmens.

## Leben
Sabine Hadida erwarb 1989 an der Universität Barcelona einen Bachelor in Pharmazie und 1994 ebendort bei Mercedes Amat einen Ph.D. in Pharmakologie und Medizinischer Chemie. Als Postdoktorandin arbeitete sie bei Dennis P. Curran an der University of Pittsburgh zur Fluorchemie. Ab 1997 arbeitete sie für das Unternehmen Combichem. Seit 2002 ist sie bei Vertex, wo sie mit der Entwicklung von Medikamenten zur Behandlung der Mukoviszidose (Synonym zystische Fibrose) befasst ist.
Hadida und Mitarbeiter identifizierten den Kandidaten VX-770 als Modulator des CFTR, mit dem sich bei bestimmten Patienten die Funktion des gestörten Ionenkanals partiell wiederherstellen ließ. Weitere Modulatoren wurden gefunden, die sich bei anderen Mutationen des gestörten Gens als besser wirksam erwiesen, zum Teil auch in Kombination.
Für ihren Beitrag zur Entwicklung der ersten ursächlichen Therapie der zystischen Fibrose (Mukoviszidose) mit dem sog. Korrektor bzw. CFTR-Modulator Ivacaftor (Handelsname Kalydeco, Zulassung 2012) waren Hadida und Mitarbeiter 2013 Heroes of Chemistry. Weitere CFTR-Modulatoren-Kombinationen, die zur Zulassung gebracht wurden, waren Lumacaftor/Ivacaftor (Orkambi), Tezacaftor/Ivacaftor (Symdeko) und Elexacaftor/Ivacaftor/Tezacaftor (Trikafta).
2020 wurde Hadida in die Académie Nationale de Pharmacie (Frankreich) gewählt. 2023 wurde sie (gemeinsam mit Michael J. Welsh, Paul Negulescu und Fredrick Van Goor) mit dem Wiley Prize in Biomedical Sciences ausgezeichnet, der mit 500.000 US-Dollar dotiert ist. Etwa ein Drittel der Träger dieses Preises wurden später mit einem Nobelpreis ausgezeichnet. Für 2024 wurde ihr der Breakthrough Prize in Life Sciences zugesprochen.
Laut Datenbank Scopus hat Sabine Hadida einen h-Index von 19 (Stand Oktober 2023). Sie ist Inhaberin von mehr als 60 US-Patenten.